# Podróż apostolska Franciszka do Egiptu
Podróż apostolska papieża Franciszka do Egiptu - 18. podróż zagraniczna, która odbyła się w dniach 28−29 kwietnia 2017 i przebiegała pod hasłem Papież pokoju w Egipcie pokoju.
Papież udał się do Egiptu (do stolicy państwa) na zaproszenie prezydenta, biskupów Kościoła katolickiego w Egipcie, patriarchy Koptyjskiego Kościoła Ortodoksyjnego Tawadrosa II oraz wielkiego imama Meczetu Al-Azhar w Kairze Ahmeda al-Tajeba.
Franciszek był drugim papieżem, który odwiedził Egipt. Wcześniej w 2000, przebywał św. Jan Paweł II.
- 28 kwietnia[5]

Tuż po godz. 11.00 samolot włoski linii lotniczych Alitalia z papieżem Franciszkiem na pokładzie wyleciał z rzymskiego lotniska Fiumicino. O godz. 13.57 nastąpił przylot do Kairu, później odbyło się oficjalne powitanie, przejazd do pałacu prezydenckiego w Heliopolis, i tam miała miejsce uroczystość powitania Ojca Świętego. Po tej uroczystości nastąpiła kurtuazyjna wizyta u prezydenta Egiptu oraz u wielkiego imama Uniwersytetu Al-Azhar, Ahmada al-Tayeba i przemówienia obydwu przywódców religijnych podczas Międzynarodowej Konferencji Pokojowej. Następnym punktem było spotkanie z przedstawicielami władz z przemówieniami prezydenta Abdela Fattaha Al-Sisimiego oraz Franciszka. Ostatnim punktem wizyty w Egipcie była wizyta u patriarchy Koptyjskiego Kościoła Ortodoksyjnego, Tawadrosa II.
- 29 kwietnia[5]

O godz. 10.00 z udziałem ponad 20 tys. osób pod przewodnictwem Franciszka rozpoczęła się Msza św., która ze względów bezpieczeństwa odprawiana była nie na stadionie, jak wcześniej planowano, ale na terenie bazy lotniczej pod Kairem. Uczestniczyli w niej nie tylko katolicy, ale także prawosławni Koptowie i muzułmanie. Po uroczystej eucharystii papież Franciszek zjadł obiad z biskupami Egiptu oraz osobami, które towarzyszą Ojcu Świętemu. O 15.15 odbyło się spotkanie modlitewne papieża z duchownymi, zakonnikami i klerykami. Po modlitwie nastąpiło uroczyste pożegnanie Jego Świątobliwości na lotnisku i o 17 wyruszył w drogę powrotną do Rzymu. O 20.30 samolot z papieżem wylądował na lotnisku Ciampino.